# Людмила Андонова
Людмила Грудєва Андонова (уроджена Жечова; нар. 6 травня 1960, Новочеркаськ, СРСР) — болгарська легкоатлетка, що спеціалізувалась у стрибках у висоту. Ексрекордсменка світу (2,07 м, 20 липня 1984 року, Західний Берлін). Почесна громадянка Старої Загори (1984).

## Життєпис
Тренувалася у Христо Цонова.
Здобула срібну медаль на Універсіаді 1981 року в Бухаресті слідом за італійкою Сарою Сімеоні. У 1982 році посіла шосте місце на чемпіонаті Європи в Афінах. Дворазова чемпіонка Балканських ігор (1981, 1984). Семиразова чемпіонка Болгарії (1981, 1982, 1984, 1992 — на стадіоні, 1979, 1982, 1992 — у приміщеннях).
Була фаворитом у стрибках у висоту перед Олімпійськими іграми 1984 року в Лос-Анджелесі, проте через бойкот, організований соціалістичними країнами, на олімпіаді не виступала. Перемогла на іграх «Дружба-84», організованих як альтернатива Олімпійським іграм, з результатом 1,96 м. Спортсмен року в Болгарії (1984).
19 липня 1985 року під час легкоатлетичних змагань у Лондоні прийняла лікарський препарат, що містив амфетамін, була дискваліфікована, позбавлена звання заслуженого майстра спорту. Останнє попередження про можливе позбавлення тренерських прав було зроблено і її особистому тренеру Христо Цонову.
На Олімпійських іграх 1988 року у Сеулі посіла п'яте місце з результатом 1,93 м. На Олімпійських іграх 1992 року у Барселоні показала у кваліфікаційних змаганнях 1,88 м і не пройшла у фінал.
Одружена з болгарським десятиборцем Атанасом Андоновым. Зараз проживає в США.
Має двох дочок — Вікторію (1987 р.н.) та Ірину. Вікторія — рекордсменка Університету Маямі у стрибках у висоту (1,83 м), продовжувала прогресувати.